# 飛田江己
飛田 江己（とびた こうき、2001年5月10日 - ）は、東京都出身のボートレーサー。登録第5191号。埼玉支部所属。
128期。同期には鰐部太空海、中野仁照、米丸乃絵らがいる。師匠は有賀達也。

## 来歴
- 2021年5月1日からボートレース戸田で開催された 一般戦「第３２回ウインビーカップ」1Rでデビュー(6着)[2]。
- 2021年10月22日のボートレース戸田で開催の 一般戦「第３回埼玉新聞社杯」1Rで6コースからの抜きで初勝利[3]。
- 2022年12月30日のボートレース江戸川で開催の 一般戦「第45回京葉賞」で初優出・初優勝[4]。

## 人物・エピソード
- 128期の養成所チャンプである。リーグ戦勝率は7・46。7度目の受験で合格した苦労人である。養成所には中学時代から受験を重ねた。高校時代は、少しでもボートに近い環境でいられるよう、ボート（漕艇＝そうてい）部に所属、戸田ボート付近の練習場に毎日通った。[5]。